# طوم ريردن بورنس
طوم ريردن بورنس (بالإنجليزية: Tom R. Burns) هو عالم اجتماع أمريكي، ولد في 1937 في أركنساس في الولايات المتحدة.